# Miles "Tails" Prower
Miles Prower (マイルス・パウアー Mairusu Pauā?) được biết đến nhiều hơn với cái tên "Tails" (テイルス Teirusu?, Tạm dịch: lắm đuôi) là nhân vật chính bên cạnh Sonic trong các tựa game, phim, hoạt hình mang tên Sonic the Hedgehog được phát hành bởi Sega.
Cái tên "Miles Prower" là một cách chơi chữ của nhà sản xuất qua cách phát âm của "miles per hour" (1 Dặm trên giờ), đồng thời nhằm ám chỉ tới tốc độ siêu thanh của Sonic vốn rất nổi tiếng. Cậu là một chú cáo nhỏ 8 tuổi và có tới hai cái đuôi (đó chính là nguồn gốc biệt danh "Tails"). Cậu được biết đến là bạn nối khố với Sonic, và là một thợ máy có hạng. Cậu sử dụng hai cái đuôi của mình để bay vòng vòng trong một thời gian nhất định. Cậu xuất hiện lần đầu trong Sonic the hedgehog 2 với phiên bản 8-bit vào ngày 16 tháng 10 năm 1992, sau đó là phiên bản 16-bit phát hành tháng 11 cùng năm.
Đầu tiên Tails có bộ lông màu da cam, sau chuyển thành màu vàng cam từ game Sonic Adventure, cuối cùng chuyển thành màu vàng nhạt như hiện nay từ game Sonic Heroes. Theo các thăm dò chính thức thì Tails là nhân vật nổi tiếng thứ 3 sau Sonic và Shadow.

## Sáng tạo nhân vật
Yasushi Yamaguchi, nhà thiết kể chính cho nhóm phát triển Sonic đã tiến hành thiết kế nhân vật này cho một cuộc thi trong nội bộ về thiết kế ra một người bạn của Sonic, và ông đã chiến thắng với nhân vật Tails. Tuy nhiên ban đầu nhân vật này có tên là Miles, sau bị đổi thành Taila. Nhân vật này mang ý nghĩa "là sự ngưỡng mộ sâu sắc với Sonic". Trước việc đổi tên nhân vật như vậy, Yamaguchi quyết định: Vẫn giữ cái tên "Miles", Tails là biệt hiệu, và tên đầy đủ là Miles "Tails" Prower. Cái tên Miles Prower là cách nói chơi chữ của "1 Dặm trên giờ".
Nhân vật Tails xuất hiện lần đầu với vai trò cộng sự của Sonic. Tuy nhiên nhân vật này vẫn chưa thật sự nổi bật bởi các năng lực đặc biệt của nhân vật chưa được thiết lập cho đến game Sonic The Hedgehog 3 khi mà người chơi có thể điều khiển kỹ năng bay của Tails.
Tails (cùng các nhân vật khác của Sonic) được thiết kế và chỉnh lý lại bởi Yuji Uekawa với bộ lông vàng óng khác hẳn với những định hình đầu tiên ở các phiên bản trước, cùng đôi mắt với hai dồng tử màu xanh dương. Trong các phim hoạt hình và truyện tranh phát hành ở Mỹ trước đây Tails có bộ lông màu nâu, và sau đó đã được các nhà xuất bản cải chính cho phù hơp với hình ảnh của nhân vật trong Game.

## Xuất hiện
Xuất hiện lần đầu trong game Sonic the Hedgehog hai bản 8-bit trên hệ máy Sega Master System, và là nhân vật điều khiển được ở phiên bản 16-bit trên hệ Genesis với một phần chơi riêng biệt. Cậu trở thành nhân vật được điều khiển với tay cầm của người chơi 2 và là người chơi chính của game. Đến phiên bản Sonic Chaos (1993) trên hệ Game Gear người chơi có thể lựa chọn Tails là người chơi một và có thể sử dụng kĩ năng bay của cậu ta.
Trong Sonic the Hedgehog 3 cậu đã hoàn chỉnh hơn về kĩ năng bay lượn, đồng thời có thể mang theo cả Sonic tới vị trí bất kì với hai cái đuôi xoay tít như cánh trực thăng. Tails cũng nhỉnh hơn Sonic về mặt bơi lội.
Tails cũng xuất hiện trong các trò chơi riêng mà không có mặt Sonic:
- Tails' Skypatrol được phát hành độc quyền trên hệ Game Gear tại Nhật Bản.
- Tails Adventure, một game mang yếu tố nhập vai của Sega.
- Tails and the Music Maker, một trò chơi của Sega Pico.

Tails cũng xuất hiện trong các trò chơi sau đó, nhưng có vẻ mang tính ganh đua hơn. Như trong Sonic Adventure, cậu là một trong sáu nhân vật được lựa chọn, tuy nhiên cậu có thể cạnh tranh với các nhân vật khác tùy theo nhiệm vụ ở mỗi màn chơi. Với Sonic Adventure 2, Tails có thêm lối chơi kiểu game bắn súng góc nhìn thứ ba (Third-person Shooting) khi sở hữu cỗ máy mang tên "Mắt bão" (Cyclone).
Tails còn đóng vai trò là nhân vật có thể điều khiển hay làm công tác hỗ trợ trong các phiên bản game khác của Sonic như Sonic Heroes khi nhân vật này ở đội của Sonic là dạng nhân vật có khả năng bay. Tails cũng có thể bay trong khi kéo theo cả Sonic và Knuckles. Trong Sonic the Hedgehog phiên bản 2006 Tails thuộc dạng nhân vật gọi là "amigo" trong cốt truyện của Sonic.
Tails xuất hiện trên nền cảnh của Green hill zone cùng Silver the Hedgehog và Knuckles trong game Super Smash Bros. Brawl và cũng xuất hiện như là một danh hiệu trong trò chơi. Cậu ta cũng là nhân vật mở khóa trong Sonic Chronicles: The Dark Brotherhood.
Trong Sonic Unleashed, Tails giúp Sonic khôi phục các hành tinh bị vỡ bằng cách đưa Sonic bay qua khắp các châu lục.
Đóng vai trò trợ giúp trong Sonic and the Black Knight trong vai một thợ rèn địa phương, đồng thời cung cấp hàng hóa cho Sonic từ các vật phẩm Sonic thu thập được.
Xuất hiện trong Mario & Sonic at the Olympic Winter Games và Sonic & Sega All-Stars Racing, trong Sonic Colors với vai trò npc (nhân vật không được điều khiển).

## Các tác phẩm truyền thông

### Adventure of Sonic the Hedgehog
Trong phim hoạt hình này Tails đường như trẻ con hơn, bởi trong phim cậu ta chỉ có bốn tuổi rưỡi (tuổi trong game là 8). Trong phim cậu mang tên thật là Miles Prower, bộ lông màu nâu khác hẳn trong game. Thú vị là trước khi gặp Sonic, Tails bị một đứa trẻ nhìn tưởng nhầm là chim chỉ vì cậu biết bay. Vì cậu còn quá nhỏ nên đôi khi cũng trở thành một trở ngại cho Sonic do cậu luôn bị bắt cóc bởi tiến sĩ Robotnik. Mặc dù đã cố gắng để bảo vệ Tails nhưng chính những sự bảo vệ đó lại khiến Sonic luôn mắc sai lầm và Tails vẫn bị bắt cóc.
Món mà Tails ưa thích là chili dogs và phô mai. Trong anime thì Tails thích kẹo bạc hà hơn.

### Sonic the Hedgehog: the movie
Trong phim đề cập đến những mâu thuẫn vặt giữa Sonic và Tails nhưng họ vẫn luôn là bạn tốt của nhau. Họ miễn cưỡng giúp Robotnik loại bỏ Metal Robotnik và gỡ bỏ hệ thống Robot Generator trước khi nó phát nổ lúc bình minh. Nhưng đó lại là một kế hoạch khác của Robotnik để bắt cóc Thị trưởng và con gái, đồng thời kích hoạt Metal Sonic. Với sự giúp đỡ của Knuckles, Sonic và Tails đã cứu Thị trưởng và con gái cùng lúc đó đã tiêu hủy Metal Sonic.

### Sonic X
Trong anime này Tails vẫn đi theo vai trò như trong game, nhưng mối quan hệ có vẻ thoáng hơn khi có sự hiện diện của nhân vật Chris Thorndyke. Cậu nhanh chóng kết thân với Chuck Thorndyke, một nhà phát minh và là ông của Chris. Ở season 3 của bộ anime, cậu trở thành nhóm trưởng của Blue Typhoon. Tới đây cậu nảy sinh tình cảm với Cosmo - một người ngoài hành tinh có hình dáng giống thực vật. Đúng như tiến trình của câu chuyện thì Cosmo cũng đáp lại tình cảm của Tails. Ở tập cuối, Cosmo hi sinh thân mình để chống lại kẻ thù, và Tails đã khóc khi Sonic đưa cho cậu vật còn lại của Cosmo là một hạt giống.

## Tính cách
Tails là một chú cáo khiêm tốn và rất ngây thơ. Cậu mơ ước được như Sonic mặc dù thiếu can đảm, nhưng cậu muốn chứng minh rằng một ngày nào đó cậu có thể khắc phục điểm yếu đó. Cậu có đôi mắt xanh ngây thơ vì cậu mới là một đứa nhóc. Cậu thích kẹo bạc hà, nghịch máy và sợ sấm.
Tails là một thần đồng cơ học, nhưng cậu vẫn chưa hoàn toàn nhận ra mình là gì. Cậu có thể xoay đuôi để bay trong không trung, thậm chí đuổi kịp Sonic, nhưng nó cũng dễ khiến cậu bị đuối sức. Ngoài ra Tails có thể bơi, điều mà Sonic không thể làm.